# المجابة (المضاربة والعارة)

تعديل مصدري - تعديل

المجابة هي إحدى قرى عزلة المضاربة بمديرية المضاربة والعارة التابعة لمحافظة لحج، بلغ تعداد سكانها 184 نسمة حسب تعداد اليمن لعام 2004.